# Romanovas
Romanovas  ist ein litauischer männlicher Familienname, abgeleitet vom russischen Familiennamen Romanow.

## Weibliche Formen
- Romanovaitė (ledig)
- Romanovienė (verheiratet)

## Personen
- Alexander Romanovas (* 1953), sowjetischer und litauischer Radrennfahrer
- Jonas Romanovas (* 1957), litauischer Radrennfahrer
- Romanas Romanovas,  russisch-litauischer Manager
- Vladimiras Romanovas (* 1947), russisch-litauischer Unternehmer und Bankier